# An Cafe
An Cafe (japanska: アンティック-珈琲店-?), tidigare även känt som Antic Cafe, är ett japanskt glamrock-band inom visual kei. Bandet består av medlemmarna Miku (sång), Takuya (gitarr), Kanon (bas), Yu-ki (keyboard) och Teruki (trummor).

## Historia
Bandet bildades 2003 när den före detta gitarristen Bou, Miku och Kanon träffade varandra genom en Internetsida. Dessa tre gav tillsammans ut sin första demo, OOPUN-GU, den 17 juni 2003. Senare, den 2 juli, gav de ut sin andra demo, Uzumaki senshoutai/Hatsukoi. Då var Teruki fortfarande med i bandet Feathers Blue. Senare beslutade Teruki sig för att sluta i Feathers Blue och blev i stället trummis i An Cafe.
Till en början hade inte bandet något namn. Först funderade de på att kalla sig för Athletic Cafe, "Cafe" efter en kapplöpningshäst kallad Manhattan Cafe som var Bous favorit och "Athletic" eftersom deras första spelning var på en så kallad athletic club. Senare beslöt de sig för att namnet Antic Cafe skulle låta bättre. Namnet förkortades senare till An Cafe, vilket numera också är bandets officiella namn. Benämningarna Antique Cafe och Ancafe figurerar också över nätet, men är namn som fans själva har formulerat och är därför inte officiella benämningar.
Första singeln som gavs ut under namnet An Cafe fick namnet "Candy Holic". Senare samma år gavs även singlarna "Hatsukoi", "√69", "Touhikaro" och "Komou Cosmos" ut.

### Avhopp och nya medlemmar
Den 17 april 2007 offentliggjordes det att gitarristen Bou skulle lämna An Cafe. Det sista liveframträdandet med An Cafe gjorde Bou den 30 april samma år, vilket också var An Cafes sista spelning på turnén "Nyappy Go Around 2". Den 18 maj 2007 offentliggjorde bandet på sin officiella webbplats att An Cafe skulle få två nya medlemmar, Takuya som Bous ersättare och Yu-ki på keyboard. Det första liveframträdandet för det nyformade bandet var den 24 maj 2007.

### Första utlandsbesöken och ny turné
I slutet av maj 2007 åkte Miku, Kanon och Teruki till Texas i USA, där de talade och höll signering på ett animekonvent. Takuya och Yu-ki stannade kvar i Japan för att öva inför den kommande sommarturnén "Nyappy Go Around 3". Innan dess var dock hela An Cafe i Tyskland och genomförde sitt första liveframträdande utomlands den 23 juni 2007.

### Första singeln för nya An Cafe
Den 22 augusti 2007 släppte An Cafe sin första singel med de två nya medlemmarna – "Kakusei Heroism ~ The Hero Without a 'Name'~". Bandet gjorde också en musikvideo till låten som gavs ut på DVD tillsammans med singeln. Singeln innehöll också låtarna "Respect Mommy" och den liveinspelade låten "Orange Dream". "Orange Dream" gjordes liksom "Meguriaeta Kiseki" som en hyllningslåt till Bou. "Kakusei Heroism ~ The Hero Without a 'Name'~" var också introlåten till den japanska animen Darker Than Black.

### November 2007
Den 7 november 2007 var det åter dags för ett nytt singelsläpp, den här gången "Ryuusei Rocket", till vilken An Cafe också spelade in en musikvideo som gavs ut på DVD. Förutom låten "Ryuusei Rocket" innehöll även singeln låten "Koi No Dependence". Samma datum som "Ryuusei Rocket" släpptes påbörjade An Cafe också ytterligare en turné i Japan, "Nyappy Go Around Fever". Turnéns finalspelning hölls i NHK Hall den 12 januari 2008. Däremellan, det vill säga förutom bandets egna liveframträdanden, hann de också med att bland annat medverka på "Over the Edge 2007" den 31 december 2007. På "Over the Edge" medverkade flera andra japanska band, bland andra MUCC, Plastic Tree, Ayabie, Wizard, heidi., 12012 och Mix Speaker's,Inc.. Ändamålet var att fira det kommande nya året och konserten höll på under kvällen fram till efter midnatt.

### Världsturné
Den 17 december 2007 offentliggjordes An Cafes nästa turné, "Nyappy Go Around The World". Turnén hade, som namnet antyder, spelningar utanför Japan, bland annat i Sverige. Första spelningen den 15 mars 2008 ägde rum i Helsingfors i Finland. Övriga länder i Europa som An Cafe spelade i var Tyskland, Frankrike, Storbritannien och Spanien. Konserten i Sverige ägde rum söndagen den 16 mars 2008 på Fryshuset i Stockholm. Biljetterna såldes slut i Finland redan ett dygn efter att de släpptes, och i Sverige såldes biljetterna slut efter cirka tre veckor. Efter Europaspelningarnas slut den 27 mars 2008 hade An Cafe tio spelningar i Japan. Dessutom spelade de på "Fanime Con 2008" i San Jose i Kalifornien i USA den 25 maj 2008, och i Seoul i Sydkorea den 31 maj 2008.

### Februari 2008
Den 27 februari 2008 släppte An Cafe ännu en singel, den här gången "Cherry Saku Yuuki!!", som också släpptes tillsammans med en DVD med musikvideo till låten. "One Way Love" heter singelns andra låt.
An Cafes tredje fullängdsalbum, Gokutama Rock Cafe, släpptes både som europeisk och japansk version. Den japanska versionen släpptes den 9 april 2008 och innehåller elva spår. Dessutom har den en DVD där musikvideorna till "Kakusei Heroism...", "Ryuusei Rocket" och "Cherry Saku Yuuki!!" finns. DVD:n innehåller även ett fjärde spår. Den europeiska versionen av Gokutama Rock Cafe släpptes tidigare än den japanska versionen med tanke på Europaturnén, nämligen den 14 mars 2008. Även denna versionen såldes med DVD.

### Nyappy
Ett vanligt förekommande ord när man har att göra med An Cafe är "nyappy". Ungefärligt översatt betyder det happy (engelska för "glad"), men används inte riktigt på samma sätt. Nyappy kan till exempel användas som en hälsningsfras, men också som beskrivande för känslor; är man "nyappy" så är man glad. Förutom med skrivna bokstäver förekommer nyappy som en smiley: o(≧∀≦)o, och som en symbol man kan forma med fingrarna (liknar heavy metal-tecknet men tummen, långfingret och ringfingret riktas framåt). Det var Miku och en av hans vänner som för några år sedan uppfann uttrycket, och därefter förde Miku in uttrycket i samband med An Cafe.
Förutom de olika turnéernas namn (till exempel "Nyappy Go Around", "Nyappy Go Around Fever", "Nyappy Go Around The World 1 och 2") har bandet hittills gjort fyra låtar med ordet nyappy i titeln: "Nyappy In The World" (albumet Shikisai Moment), "Nyappy In The World 2" (albumet Magnya Carta), "Nyappy In The World 3" (albumet Gokutama Rock Cafe) och "Nyappy In The World 4" (albumet Harajuku Dance Rock).
Bandet har andra ord som de också använder, till exempel tiramisu (italiensk dessert), som Miku i en intervju sa var som "ha en bra dag". Bandet brukar säga "3-2-1 tirami tirami arigato" i slutet av sin show, dock bara i Japan. Ordet förekommer också precis som "Nyappy" i låten "Nyappy In The World" (albumet Shikisai Moment): "Tiramisu Nyappy Poppo- Poppo- Nyappy Tiramisu Tiramisu Nyappy Poppo- Poppo- Nyappy". Ett annat ord bandet använder ibland är "Garfi", som betyder erotisk hund. Teruki har sagt att man använder det uttrycket när man till exempel spanar på tjejer.

### Övrigt
Bandet är modeller för klädmärket SEX POT ReVeNGe.

## Medlemmar

### Nuvarande medlemmar
- Miku (japanska: みく?, Akiharu Tsukiyama), sång (2003–)

### Tidigare medlemmar
- Bou (japanska: 坊?, Kazuhiro Saitou), gitarr (2003–2007
- Takuya (japanska: たくや?), gitarr (2007-2019)
- Kanon (japanska: カノン?, Shinya Sano), bas, bandledare (2003–2019)
- Yu-ki (japanska: ゆうき?), keyboard (2007–2019)
- Teruki (japanska: 輝喜?, Teruki Nagata), trummor (2003–2019)

## Diskografi

### Album och EP:s
- 2005 – Amedama Rock (EP)
- 2005 – Shikisai Moment
- 2006 – Magnya Carta
- 2008 – Gokutama Rock Cafe
- 2008 – Ko Akuma Usagi no Koibumi to Machine Gun PV (EP)
- 2009 – Harajuku Dance Rock (EP)
- 2009 – BB Parallel World
- 2012 – Amazing Blue (EP)
- 2013 – Hikagyaku Ziprock
- 2017 – Laugh Song

### Singlar
- "Candyholic" (24 mars 2004)
- "√69" (6 juni 2004)
- "Komou Cosmos" (24 november 2004)
- "Karakuri Hitei" (30 mars 2005)
- "Tekesuta Kousen" (20 juli 2005)
- "Escapism" (24 augusti 2005)
- "Merrymaking" (21 september 2005)
- "10’s Collection March" (1 mars 2006)
- "Bonds ~Kizuna~" (17 maj 2006)
- "Smile Ichiban Ii Onna" (20 september 2006)
- "Snow Scene" (18 oktober 2006)
- "Kakusei Heroism ~The Hero Without a Name~" (22 augusti 2007)
- "Ryuusei Rocket" (7 november 2007)
- "Cherry Saku Yuuki!!" (27 februari 2008)
- "Summer Dive" (30 augusti 2008)
- "Koakuma Usagi no Koibumi to Machine Gun" (29 oktober 2008)
- "AROMA" (11 mars 2009)
- "Natsu Koi ★ Natsu GAME" 夏恋★夏GAME (12 augusti 2009)
- "Bee Myself Bee Yourself ~Jibun Rashiku Kimi Rashiku Umareta Story wa Hajimattenda~" (12 juni 2013)
- "Itai Onna ~No Pain, No Love? Japain Girls in Love~" (10 juli 2013)
- "Roman ~Let's Make Precious Love~" (14 augusti 2013)
- "Mōsō Mo Mō Sorosoro" (24 september 2014)

### Övrigt
- 2003-02-07: Uzumaki Senshokutai/Hatsukoi - demo
- 2003-07-17: OOPUN.GU - demo
- 2004-03: Loop Of Life - Omnibus CD
- 2004-06-30: Shock Jam CD Ed. 4 - Omnibus CD
- 2004-07-22: AX da yo! Zenin Shuuroku
- 2004-12-09: Kirikiri
- 2004-12: Ame No Hankagai
- 2005-01-11: Antic Cafe x Shelly Trip Realize - Shelly Tic CAFE - Duetter och covers av och tillsammans med bandet Shelly Trip Realize
- 2005-06-22: Cannonball Volume 2
- 2005: AURORA
- 2006-03-16: SHOCK WAVE~CROSS GATE 2006~

### DVD:er
- 2004-10-10: RAIKA Cafe
- 2005-12-03: LIVE CAFE
- 2005: An Cafe MEMORIAL 9 DANCE WAR photobook DVD Bonus
- 2006: Live Cafe 2006 ~Natsu "Yagai de Nyappy"
- 2007-07-02: 2007.04.30 Live Cafe 2007 Spring ~HIBIYA ON ★THE★ O NEW SEKAI~
- 2008: NGAF Tour Final 2008.01.09
- 2008-12-24: SUMMER DIVE! 2008.08.30
- 2009-03-11: Live Cafe - Tour '08 Nyappy Go Around the World
- 2009-11-04: Finale of Nyappy - Kawayusu Rock de Go Gogo!!
- 2010-08-22: Live Cafe 2010 King of Harajuku Dance Rock Ikinari Nyappy Legend
- 2013-03-27: AnCafesta '12 Summer Dive - Daikoukai Jidai